# Varanus bengalensis
Varanus bengalensis este o specie de reptile din genul Varanus, familia Varanidae, descrisă de Daudin 1758. A fost clasificată de IUCN ca specie cu risc scăzut.

## Subspecii
Această specie cuprinde următoarele subspecii:
- V. b. bengalensis
- V. b. irrawadicus
- V. b. vietnamensis

## Galerie

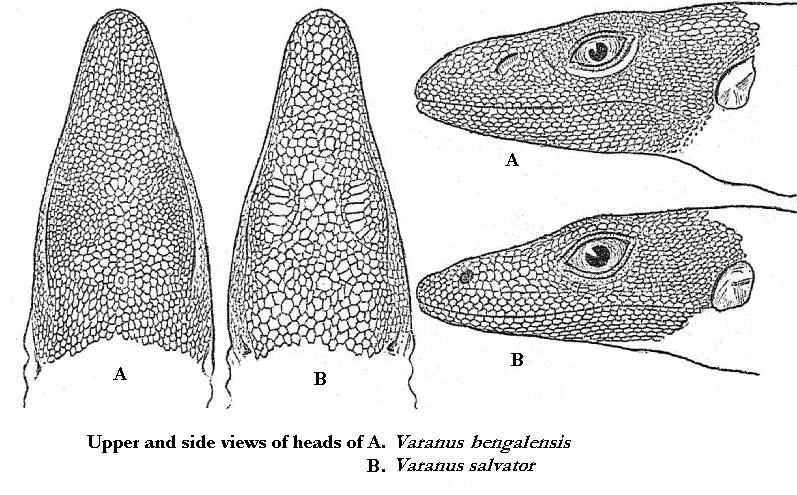
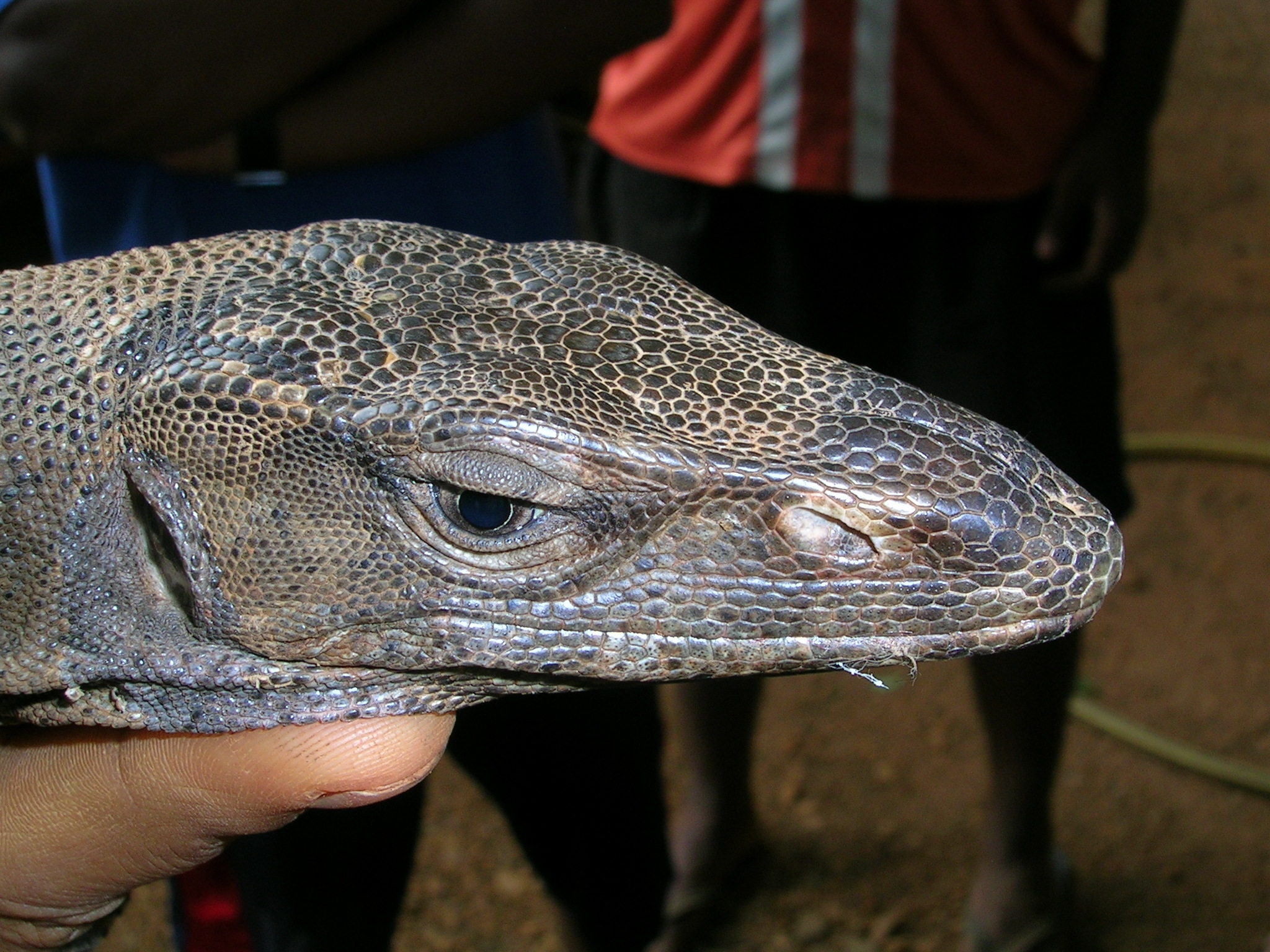
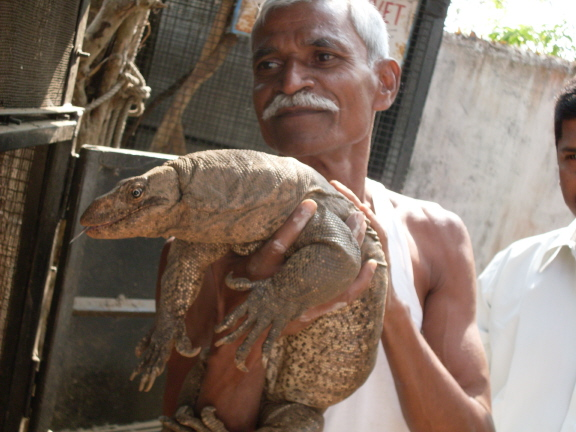
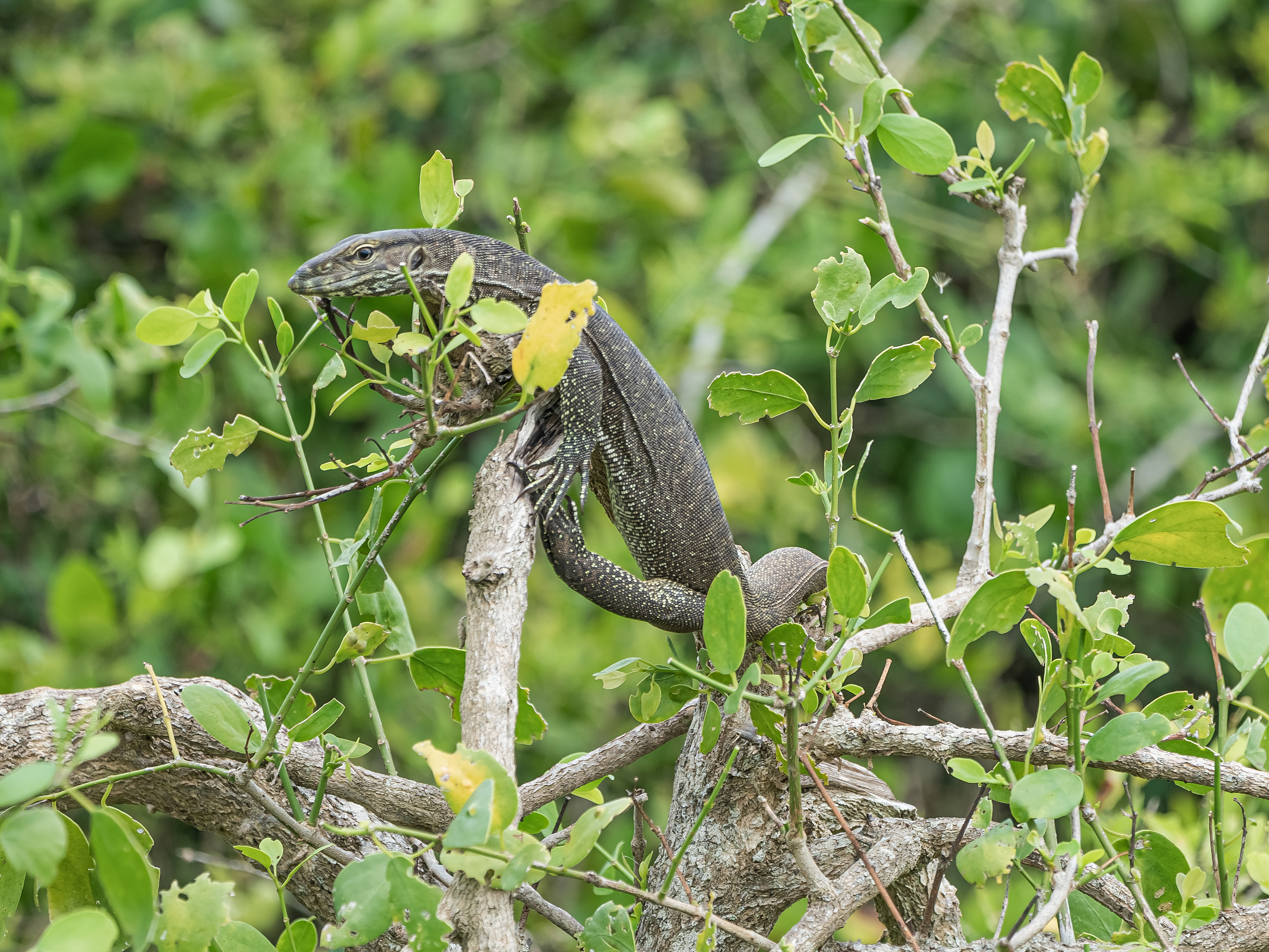
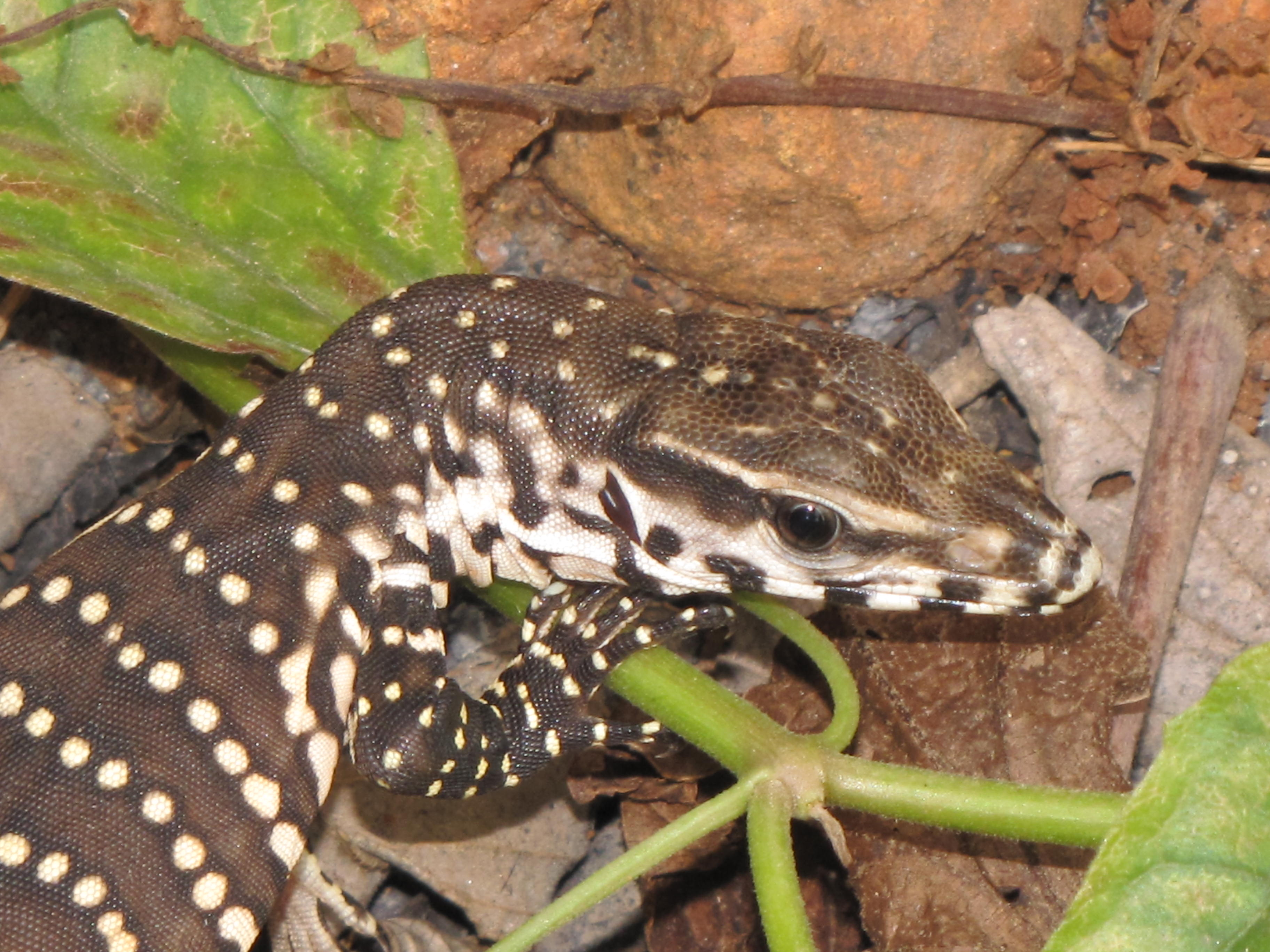
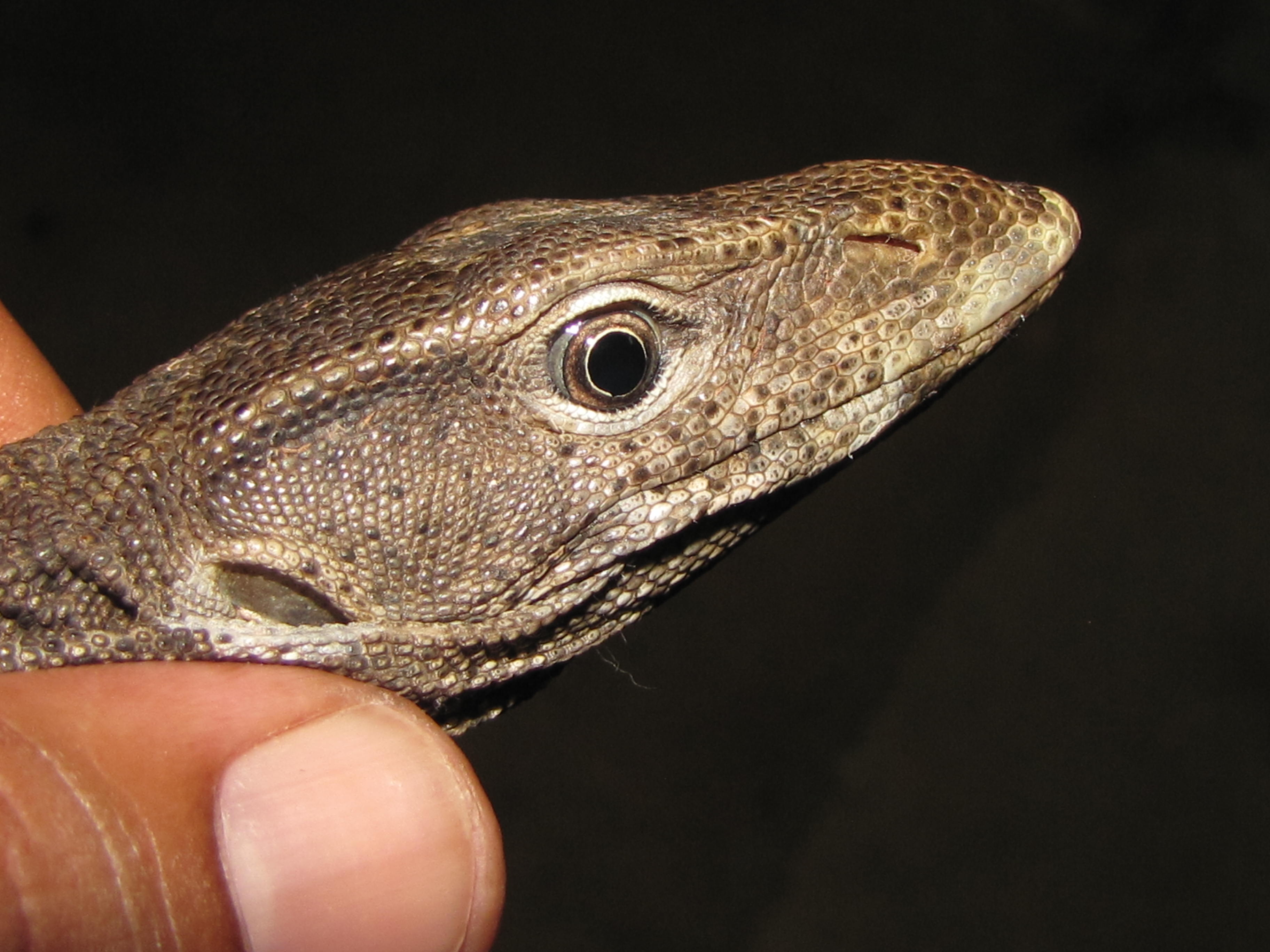